# Svetovni pokal v smučarskih skokih 2022
Svetovni pokal v smučarskih skokih 2021/22 je triinštirideseta sezona svetovnega pokala v smučarskih skokih za moške, uradno petindvajseta sezona svetovnega pokala v smučarskih poletih in enajsta sezona za ženske. Za skakalce se je začela 20. novembra 2021 v Nižnem Tagilu in končala 27. marca 2022 v Planici, za skakalke pa se je začela prav tako 26. novembra 2021 v Nižnem Tagilu in končala 13. marca 2022 v Oberhofu po tem, ko je bila predvidena ruska turneja ob koncu sezone odpovedana zaradi Ruske invazije na Ukrajino. Zlati globus za skupno zmago v svetovnem pokalu sta osvojila Rjoju Kobajaši med skakalci in Marita Kramer med skakalkami.

## Moški

### Koledar

#### Posamične tekme
| Št.sk.                                                                   | Št.sz.                                                                   | Datum                                                                    | Prizorišče                                                               | Skakalnica                                                               | Št.                                                                      | Zmagovalec                                                    | Drugi                                                         | Tretji                                                        | Rumena majica                                                 | Vir                                                           |
| ------------------------------------------------------------------------ | ------------------------------------------------------------------------ | ------------------------------------------------------------------------ | ------------------------------------------------------------------------ | ------------------------------------------------------------------------ | ------------------------------------------------------------------------ | ------------------------------------------------------------- | ------------------------------------------------------------- | ------------------------------------------------------------- | ------------------------------------------------------------- | ------------------------------------------------------------- |
| 1028                                                                     | 1                                                                        | 20. november 2021                                                        | Nižni Tagil                                                              | Tramplin Stork HS134 (nočna)                                             | LH 739                                                                   | Karl Geiger                                                   | Rjoju Kobajaši                                                | Halvor Egner Granerud                                         | Karl Geiger                                                   | [ 3 ]                                                         |
| 1029                                                                     | 2                                                                        | 21. november 2021                                                        | Nižni Tagil                                                              | Tramplin Stork HS134 (nočna)                                             | LH 740                                                                   | Halvor Egner Granerud                                         | Karl Geiger                                                   | Stefan Kraft                                                  | Karl Geiger                                                   | [ 4 ]                                                         |
| 1030                                                                     | 3                                                                        | 27. november 2021                                                        | Ruka                                                                     | Rukatunturi HS142 (nočna)                                                | LH 741                                                                   | Rjoju Kobajaši                                                | Anže Lanišek                                                  | Markus Eisenbichler                                           | Karl Geiger                                                   | [ 5 ]                                                         |
| 1031                                                                     | 4                                                                        | 28. november 2021                                                        | Ruka                                                                     | Rukatunturi HS142 (nočna)                                                | LH 742                                                                   | Anže Lanišek                                                  | Karl Geiger                                                   | Markus Eisenbichler                                           | Karl Geiger                                                   | [ 6 ]                                                         |
| 1032                                                                     | 5                                                                        | 5. december 2021                                                         | Wisła                                                                    | Malinka HS134 (nočna)                                                    | LH 743                                                                   | Jan Hörl                                                      | Marius Lindvik                                                | Stefan Kraft                                                  | Karl Geiger                                                   | [ 7 ]                                                         |
| 1033                                                                     | 6                                                                        | 11. december 2021                                                        | Klingenthal                                                              | Vogtland Arena HS140 (nočna)                                             | LH 744                                                                   | Stefan Kraft                                                  | Halvor Egner Granerud                                         | Kamil Stoch                                                   | Karl Geiger                                                   | [ 8 ]                                                         |
| 1034                                                                     | 7                                                                        | 12. december 2021                                                        | Klingenthal                                                              | Vogtland Arena HS140 (nočna)                                             | LH 745                                                                   | Rjoju Kobajaši                                                | Daniel Andre Tande                                            | Marius Lindvik                                                | Karl Geiger                                                   | [ 9 ]                                                         |
| 1035                                                                     | 8                                                                        | 18. december 2021                                                        | Engelberg                                                                | Gross-Titlis-Schanze HS140 (nočna)                                       | LH 746                                                                   | Karl Geiger                                                   | Rjoju Kobajaši                                                | Timi Zajc                                                     | Karl Geiger                                                   | [ 10 ]                                                        |
| 1036                                                                     | 9                                                                        | 19. december 2021                                                        | Engelberg                                                                | Gross-Titlis-Schanze HS140 (nočna)                                       | LH 747                                                                   | Rjoju Kobajaši                                                | Karl Geiger                                                   | Marius Lindvik                                                | Karl Geiger                                                   | [ 11 ]                                                        |
| 1037                                                                     | 10                                                                       | 29. december 2021                                                        | Oberstdorf                                                               | Schattenbergschanze HS137 (nočna)                                        | LH 748                                                                   | Rjoju Kobajaši                                                | Halvor Egner Granerud                                         | Robert Johansson                                              | Karl Geiger                                                   | [ 12 ]                                                        |
| 1038                                                                     | 11                                                                       | 1. januar 2022                                                           | Garmisch-Pa                                                              | Große Olympiaschanze HS142                                               | LH 749                                                                   | Rjoju Kobajaši                                                | Markus Eisenbichler                                           | Lovro Kos                                                     | Rjoju Kobajaši                                                | [ 13 ]                                                        |
|                                                                          |                                                                          | 4. januar 2022                                                           | Innsbruck                                                                | Bergiselschanze HS128                                                    | LH cnx                                                                   | odpovedano zaradi močnega vetra, prestavljeno v Bischofshofen | odpovedano zaradi močnega vetra, prestavljeno v Bischofshofen | odpovedano zaradi močnega vetra, prestavljeno v Bischofshofen | odpovedano zaradi močnega vetra, prestavljeno v Bischofshofen | odpovedano zaradi močnega vetra, prestavljeno v Bischofshofen |
| 1039                                                                     | 12                                                                       | 5. januar 2022                                                           | Bischofshofen                                                            | Paul-Ausserleitner-Schanze HS142 (nočna)                                 | LH 750                                                                   | Rjoju Kobajaši                                                | Marius Lindvik                                                | Halvor Egner Granerud                                         | Rjoju Kobajaši                                                | [ 14 ]                                                        |
| 1040                                                                     | 13                                                                       | 6. januar 2022                                                           | Bischofshofen                                                            | Paul-Ausserleitner-Schanze HS142 (nočna)                                 | LH 751                                                                   | Daniel Huber                                                  | Halvor Egner Granerud                                         | Karl Geiger                                                   | Rjoju Kobajaši                                                | [ 15 ]                                                        |
| 70. Turneja štirih skakalnic skupno (28. december 2021 – 6. januar 2022) | 70. Turneja štirih skakalnic skupno (28. december 2021 – 6. januar 2022) | 70. Turneja štirih skakalnic skupno (28. december 2021 – 6. januar 2022) | 70. Turneja štirih skakalnic skupno (28. december 2021 – 6. januar 2022) | 70. Turneja štirih skakalnic skupno (28. december 2021 – 6. januar 2022) | 70. Turneja štirih skakalnic skupno (28. december 2021 – 6. januar 2022) | Rjoju Kobajaši                                                | Marius Lindvik                                                | Halvor Egner Granerud                                         |                                                               | [ 16 ]                                                        |
| 1041                                                                     | 14                                                                       | 8. januar 2022                                                           | Bischofshofen                                                            | Paul-Ausserleitner-Schanze HS142 (nočna)                                 | LH 752                                                                   | Marius Lindvik                                                | Halvor Egner Granerud                                         | Jan Hörl                                                      | Rjoju Kobajaši                                                | [ 17 ]                                                        |
| 1042                                                                     | 15                                                                       | 16. januar 2022                                                          | Zakopane                                                                 | Wielka Krokiew HS140 (nočna)                                             | LH 753                                                                   | Marius Lindvik                                                | Karl Geiger                                                   | Anže Lanišek                                                  | Rjoju Kobajaši                                                | [ 18 ]                                                        |
|                                                                          |                                                                          | 21. januar 2022                                                          | Saporo                                                                   | Okurajama HS137                                                          | LH cnx                                                                   | odpovedano zaradi Pandemije covida-19                         | odpovedano zaradi Pandemije covida-19                         | odpovedano zaradi Pandemije covida-19                         | odpovedano zaradi Pandemije covida-19                         | odpovedano zaradi Pandemije covida-19                         |
| 22. januar 2022                                                          | LH cnx                                                                   |                                                                          | Saporo                                                                   | Okurajama HS137                                                          |                                                                          | odpovedano zaradi Pandemije covida-19                         | odpovedano zaradi Pandemije covida-19                         | odpovedano zaradi Pandemije covida-19                         | odpovedano zaradi Pandemije covida-19                         | odpovedano zaradi Pandemije covida-19                         |
| 23. januar 2022                                                          | LH cnx                                                                   |                                                                          | Saporo                                                                   | Okurajama HS137                                                          |                                                                          | odpovedano zaradi Pandemije covida-19                         | odpovedano zaradi Pandemije covida-19                         | odpovedano zaradi Pandemije covida-19                         | odpovedano zaradi Pandemije covida-19                         | odpovedano zaradi Pandemije covida-19                         |
| 1043                                                                     | 16                                                                       | 22. januar 2022                                                          | Titisee-Neustadt                                                         | Hochfirstschanze HS142 (nočna)                                           | LH 754                                                                   | Karl Geiger                                                   | Anže Lanišek                                                  | Markus Eisenbichler                                           | Karl Geiger                                                   | [ 19 ]                                                        |
| 1044                                                                     | 17                                                                       | 23. januar 2022                                                          | Titisee-Neustadt                                                         | Hochfirstschanze HS142 (nočna)                                           | LH 755                                                                   | Karl Geiger                                                   | Anže Lanišek                                                  | Markus Eisenbichler                                           | Karl Geiger                                                   | [ 20 ]                                                        |
| 1045                                                                     | 18                                                                       | 29. januar 2022                                                          | Willingen                                                                | Mühlenkopfschanze HS147 (nočna)                                          | LH 756                                                                   | Rjoju Kobajaši                                                | Halvor Egner Granerud                                         | Marius Lindvik                                                | Rjoju Kobajaši                                                | [ 21 ]                                                        |
| 1046                                                                     | 19                                                                       | 30. januar 2022                                                          | Willingen                                                                | Mühlenkopfschanze HS147 (nočna)                                          | LH 757                                                                   | Marius Lindvik                                                | Karl Geiger                                                   | Cene Prevc                                                    | Karl Geiger                                                   | [ 22 ]                                                        |
| Zimske olimpijske igre 2022 (6.–12. februar)                             |                                                                          |                                                                          |                                                                          |                                                                          |                                                                          |                                                               |                                                               |                                                               |                                                               |                                                               |
| 1047                                                                     | 20                                                                       | 25. februar 2022                                                         | Lahti                                                                    | Salpausselkä HS130                                                       | LH 758                                                                   | Stefan Kraft                                                  | Halvor Egner Granerud                                         | Piotr Żyła                                                    | Karl Geiger                                                   | [ 23 ]                                                        |
| 1048                                                                     | 21                                                                       | 27. februar 2022                                                         | Lahti                                                                    | Salpausselkä HS130                                                       | LH 759                                                                   | Rjoju Kobajaši Halvor Egner Granerud                          |                                                               | Stefan Kraft                                                  | Rjoju Kobajaši                                                | [ 24 ]                                                        |
| prolog                                                                   | prolog                                                                   | 2. marec 2022                                                            | Lillehammer                                                              | Lysgårdsbakken HS140 (nočna)                                             | LH Qro                                                                   | Johann André Forfang                                          | Stefan Kraft                                                  | Manuel Fettner                                                | kvalifikacijska serija                                        | [ 25 ]                                                        |
| 1049                                                                     | 22                                                                       | 3. marec 2022                                                            | Lillehammer                                                              | Lysgårdsbakken HS140 (nočna)                                             | LH 760                                                                   | Stefan Kraft                                                  | Rjoju Kobajaši                                                | Karl Geiger                                                   | Rjoju Kobajaši                                                | [ 26 ]                                                        |
| prolog                                                                   | prolog                                                                   | 5. marec 2022                                                            | Oslo                                                                     | Holmenkollbakken HS134 (nočna)                                           | LH Qro                                                                   | Kamil Stoch                                                   | Marius Lindvik                                                | Stefan Kraft Robert Johansson                                 | kvalifikacijska serija                                        | [ 27 ]                                                        |
| 1050                                                                     | 23                                                                       | 5. marec 2022                                                            | Oslo                                                                     | Holmenkollbakken HS134 (nočna)                                           | LH 761                                                                   | Marius Lindvik                                                | Markus Eisenbichler                                           | Robert Johansson                                              | Rjoju Kobajaši                                                | [ 28 ]                                                        |
| prolog                                                                   | prolog                                                                   | 6. marec 2022                                                            | Oslo                                                                     | Holmenkollbakken HS134 (nočna)                                           | LH Qro                                                                   | Karl Geiger                                                   | Stefan Kraft                                                  | Clemens Aigner                                                | kvalifikacijska serija                                        | [ 29 ]                                                        |
| 1051                                                                     | 24                                                                       | 6. marec 2022                                                            | Oslo                                                                     | Holmenkollbakken HS134 (nočna)                                           | LH 762                                                                   | Daniel-André Tande                                            | Anže Lanišek                                                  | Stefan Kraft                                                  | Rjoju Kobajaši                                                | [ 30 ]                                                        |
| 5. Raw Air skupno (2.–6. marec)                                          | 5. Raw Air skupno (2.–6. marec)                                          | 5. Raw Air skupno (2.–6. marec)                                          | 5. Raw Air skupno (2.–6. marec)                                          | 5. Raw Air skupno (2.–6. marec)                                          | 5. Raw Air skupno (2.–6. marec)                                          | Stefan Kraft                                                  | Karl Geiger                                                   | Rjoju Kobajaši                                                |                                                               | [ 31 ]                                                        |
| Svetovno prvenstvo v smučarskih poletih 2022 (11.–12. marec)             |                                                                          |                                                                          |                                                                          |                                                                          |                                                                          |                                                               |                                                               |                                                               |                                                               |                                                               |
| 1052                                                                     | 25                                                                       | 19. marec 2022                                                           | Oberstdorf                                                               | Heini-Klopfer-Skiflugschanze HS235                                       | FH 131                                                                   | Stefan Kraft                                                  | Žiga Jelar                                                    | Timi Zajc                                                     | Rjoju Kobajaši                                                | [ 32 ]                                                        |
| 1053                                                                     | 26                                                                       | 20. marec 2022                                                           | Oberstdorf                                                               | Heini-Klopfer-Skiflugschanze HS235                                       | FH 132                                                                   | Timi Zajc                                                     | Piotr Żyła                                                    | Stefan Kraft                                                  | Rjoju Kobajaši                                                | [ 33 ]                                                        |
| kvalifikacije                                                            | kvalifikacije                                                            | 24. marec 2022                                                           | Planica                                                                  | Letalnica bratov Gorišek HS240                                           | FH Qro                                                                   | Anže Lanišek                                                  | Timi Zajc                                                     | Johann André Forfang                                          | kvalifikacijska serija                                        | [ 34 ]                                                        |
| 1054                                                                     | 27                                                                       | 25. marec 2022                                                           | Planica                                                                  | Letalnica bratov Gorišek HS240                                           | FH 133                                                                   | Žiga Jelar                                                    | Peter Prevc                                                   | Anže Lanišek                                                  | Rjoju Kobajaši                                                | [ 35 ]                                                        |
| ekipno                                                                   | ekipno                                                                   | 26. marec 2022                                                           | Planica                                                                  | Letalnica bratov Gorišek HS240                                           | FH Tev                                                                   | Marius Lindvik                                                | Timi Zajc                                                     | Stefan Kraft                                                  | 2 seriji ekipne tekme                                         | [ 36 ]                                                        |
| 1055                                                                     | 28                                                                       | 27. marec 2022                                                           | Planica                                                                  | Letalnica bratov Gorišek HS240                                           | FH 134                                                                   | Marius Lindvik                                                | Jukija Sato                                                   | Peter Prevc                                                   | Rjoju Kobajaši                                                | [ 37 ]                                                        |
| 4. Planica7 skupno (24.–27. marec)                                       | 4. Planica7 skupno (24.–27. marec)                                       | 4. Planica7 skupno (24.–27. marec)                                       | 4. Planica7 skupno (24.–27. marec)                                       | 4. Planica7 skupno (24.–27. marec)                                       | 4. Planica7 skupno (24.–27. marec)                                       | Timi Zajc                                                     | Marius Lindvik                                                | Peter Prevc                                                   |                                                               | [ 38 ]                                                        |

#### Ekipne tekme
| Št.sk.                                                   | Št.sz. | Datum            | Prizorišče    | Skakalnica                               | Št.    | Zmagovalci                                                              | Drugi                                                                                    | Tretji                                                                               | Rumena majica | Vir    |
| -------------------------------------------------------- | ------ | ---------------- | ------------- | ---------------------------------------- | ------ | ----------------------------------------------------------------------- | ---------------------------------------------------------------------------------------- | ------------------------------------------------------------------------------------ | ------------- | ------ |
| 112                                                      | 1      | 4. december 2021 | Wisła         | Malinka HS134 (nočna)                    | LH 086 | AvstrijaManuel Fettner · Jan Hörl · Daniel Huber · Stefan Kraft ·       | NemčijaPius Paschke · Stephan Leyhe · Markus Eisenbichler · Karl Geiger ·                | SlovenijaCene Prevc Peter Prevc Timi Zajc Anže Lanišek                               | Nemčija       | [ 39 ] |
| 113                                                      | 2      | 9. januar 2022   | Bischofshofen | Paul-Ausserleitner-Schanze HS142 (nočna) | LH 087 | AvstrijaManuel Fettner · Jan Hörl · Philipp Aschenwald · Daniel Huber · | JaponskaJukija Sato Keiiči Sato Džunširo Kobajaši Rjoju Kobajaši                         | NorveškaDaniel-André Tande Johann André Forfang Halvor Egner Granerud Marius Lindvik | Avstrija      | [ 40 ] |
| 114                                                      | 3      | 15. januar 2022  | Zakopane      | Wielka Krokiew HS140 (nočna)             | LH 088 | SlovenijaLovro Kos Peter Prevc Timi Zajc Anže Lanišek                   | NemčijaSeverin Freund · Stephan Leyhe · Markus Eisenbichler · Karl Geiger ·              | JaponskaJukija Sato Naoki Nakamura Džunširo Kobajaši Rjoju Kobajaši                  | Avstrija      | [ 41 ] |
| Zimske olimpijske igre 2022 (14. februar)                |        |                  |               |                                          |        |                                                                         |                                                                                          |                                                                                      |               |        |
| 115                                                      | 4      | 26. februar 2022 | Lahti         | Salpausselkä HS130 (nočna)               | LH 089 | AvstrijaJan Hörl · Clemens Aigner · Ulrich Wohlgenannt · Stefan Kraft · | SlovenijaŽiga Jelar Cene Prevc Timi Zajc Peter Prevc                                     | NemčijaConstantin Schmid · Severin Freund · Markus Eisenbichler · Karl Geiger ·      | Nemčija       | [ 42 ] |
| Svetovno prvenstvo v smučarskih poletih 2022 (13. marec) |        |                  |               |                                          |        |                                                                         |                                                                                          |                                                                                      |               |        |
| 116                                                      | 5      | 26. marec 2022   | Planica       | Letalnica bratov Gorišek HS240           | FH 025 | SlovenijaŽiga Jelar Peter Prevc Timi Zajc Anže Lanišek                  | NorveškaMarius Lindvik Bendik Jakobsen Heggli Johann André Forfang Halvor Egner Granerud | AvstrijaMichael Hayböck · Daniel Tschofenig · Manuel Fettner · Stefan Kraft ·        | Avstrija      | [ 43 ] |

### Razvrstitve
| Uvr. | po 28 tekmah          | Točke |
| ---- | --------------------- | ----- |
| 1    | Rjoju Kobajaši        | 1621  |
| 2    | Karl Geiger           | 1515  |
| 3    | Marius Lindvik        | 1231  |
| 4    | Halvor Egner Granerud | 1227  |
| 5    | Stefan Kraft          | 1069  |
| 6    | Markus Eisenbichler   | 950   |
| 7    | Anže Lanišek          | 936   |
| 8    | Timi Zajc             | 711   |
| 9    | Jan Hörl              | 662   |
| 10   | Cene Prevc            | 657   |

| Uvr. | po 35 tekmah | Točke |
| ---- | ------------ | ----- |
| 1    | Avstrija     | 5789  |
| 2    | Slovenija    | 5742  |
| 3    | Nemčija      | 5389  |
| 4    | Norveška     | 5360  |
| 5    | Japonska     | 4047  |
| 6    | Poljska      | 2321  |
| 7    | Švica        | 881   |
| 8    | Rusija       | 684   |
| 9    | Finska       | 447   |
| 10   | Češka        | 54    |

| Uvr. | po 38 nagradah        | CHF     |
| ---- | --------------------- | ------- |
| 1    | Rjoju Kobajaši        | 306 400 |
| 2    | Karl Geiger           | 193 100 |
| 3    | Stefan Kraft          | 176 400 |
| 4    | Halvor Egner Granerud | 144 450 |
| 5    | Marius Lindvik        | 141 600 |
| 6    | Anže Lanišek          | 125 600 |
| 7    | Timi Zajc             | 123 550 |
| 8    | Markus Eisenbichler   | 116 250 |
| 9    | Jan Hörl              | 91 450  |
| 10   | Cene Prevc            | 86 050  |

| Uvr. | po 4 tekmah               | Točke |
| ---- | ------------------------- | ----- |
| 1    | Žiga Jelar                | 270   |
| 2    | Timi Zajc                 | 260   |
| 3    | Stefan Kraft              | 224   |
| 4    | Peter Prevc               | 194   |
| 5    | Anže Lanišek              | 171   |
| 6    | Marius Lindvik Piotr Żyła | 160   |
| 8    | Jukija Sato               | 150   |
| 9    | Rjoju Kobajaši            | 143   |
| 10   | Karl Geiger               | 95    |

| Uvr. | po 4 tekmah           | Točke  |
| ---- | --------------------- | ------ |
| 1    | Rjoju Kobajaši        | 1162,3 |
| 2    | Marius Lindvik        | 1138,1 |
| 3    | Halvor Egner Granerud | 1128,2 |
| 4    | Karl Geiger           | 1123,6 |
| 5    | Markus Eisenbichler   | 1117,6 |
| 6    | Robert Johansson      | 1107,9 |
| 7    | Lovro Kos             | 1093,0 |
| 8    | Jan Hörl              | 1075,7 |
| 9    | Daniel Huber          | 1069,9 |
| 10   | Jukija Sato           | 1064,7 |

| Uvr. | po 6 tekmah           | Točke  |
| ---- | --------------------- | ------ |
| 1    | Stefan Kraft          | 1203,3 |
| 2    | Karl Geiger           | 1172,6 |
| 3    | Rjoju Kobajaši        | 1162,9 |
| 4    | Cene Prevc            | 1154,7 |
| 5    | Markus Eisenbichler   | 1149,2 |
| 6    | Halvor Egner Granerud | 1132,9 |
| 7    | Robert Johansson      | 1132,1 |
| 8    | Manuel Fettner        | 1128,6 |
| 9    | Daniel-André Tande    | 1126,5 |
| 10   | Daniel Huber          | 1122,4 |

| \| Uvr. \| po 4 tekmah[49] \| Točke \| \| ---- \| --------------------- \| ------ \| \| 1 \| Timi Zajc \| 1532,5 \| \| 2 \| Marius Lindvik \| 1528,7 \| \| 3 \| Peter Prevc \| 1525,1 \| \| 4 \| Žiga Jelar \| 1512,9 \| \| 5 \| Anže Lanišek \| 1511,1 \| \| 6 \| Stefan Kraft \| 1501,2 \| \| 7 \| Jukija Sato \| 1495,9 \| \| 8 \| Halvor Egner Granerud \| 1474,4 \| \| 9 \| Rjoju Kobajaši \| 1468,1 \| \| 10 \| Kamil Stoch \| 1465,5 \| |                       |        |
| Uvr. | po 4 tekmah           | Točke  |
| 1 | Timi Zajc             | 1532,5 |
| 2 | Marius Lindvik        | 1528,7 |
| 3 | Peter Prevc           | 1525,1 |
| 4 | Žiga Jelar            | 1512,9 |
| 5 | Anže Lanišek          | 1511,1 |
| 6 | Stefan Kraft          | 1501,2 |
| 7 | Jukija Sato           | 1495,9 |
| 8 | Halvor Egner Granerud | 1474,4 |
| 9 | Rjoju Kobajaši        | 1468,1 |
| 10 | Kamil Stoch           | 1465,5 |

## Ženske

### Koledar

#### Posamične tekme
| Št.sk.                                                             | Št.sz.                                                             | Datum                                                              | Prizorišče                                                         | Skakalnica                                                         | Št.                                                                | Zmagovalka                                   | Druga                                        | Tretja                                       | Rumena majica                                | Vir                                   |
| ------------------------------------------------------------------ | ------------------------------------------------------------------ | ------------------------------------------------------------------ | ------------------------------------------------------------------ | ------------------------------------------------------------------ | ------------------------------------------------------------------ | -------------------------------------------- | -------------------------------------------- | -------------------------------------------- | -------------------------------------------- | ------------------------------------- |
| 165                                                                | 1                                                                  | 26. november 2021                                                  | Nižni Tagil                                                        | Tramplin Stork HS97 (nočna)                                        | NH 134                                                             | Marita Kramer                                | Ema Klinec                                   | Daniela Iraschko-Stolz                       | Marita Kramer                                | [ 50 ]                                |
| 166                                                                | 2                                                                  | 27. november 2021                                                  | Nižni Tagil                                                        | Tramplin Stork HS97 (nočna)                                        | NH 135                                                             | Ema Klinec                                   | Urša Bogataj                                 | Katharina Althaus                            | Ema Klinec                                   | [ 51 ]                                |
| 167                                                                | 3                                                                  | 4. december 2021                                                   | Lillehammer                                                        | Lysgårdsbakken HS98                                                | NH 136                                                             | Katharina Althaus                            | Marita Kramer                                | Urša Bogataj                                 | Marita Kramer                                | [ 52 ]                                |
| 168                                                                | 4                                                                  | 5. december 2021                                                   | Lillehammer                                                        | Lysgårdsbakken HS140                                               | LH 032                                                             | Marita Kramer                                | Katharina Althaus                            | Silje Opseth                                 | Marita Kramer                                | [ 53 ]                                |
| 169                                                                | 5                                                                  | 10. december 2021                                                  | Klingenthal                                                        | Vogtland Arena HS140                                               | LH 033                                                             | Marita Kramer                                | Silje Opseth                                 | Urša Bogataj                                 | Marita Kramer                                | [ 54 ]                                |
| 170                                                                | 6                                                                  | 11. december 2021                                                  | Klingenthal                                                        | Vogtland Arena HS140                                               | LH 034                                                             | Marita Kramer                                | Silje Opseth                                 | Katharina Althaus                            | Marita Kramer                                | [ 55 ]                                |
| 171                                                                | 7                                                                  | 17. december 2021                                                  | Ramsau                                                             | W90-Mattensprunganlage HS98                                        | NH 137                                                             | Marita Kramer                                | Katharina Althaus                            | Urša Bogataj                                 | Marita Kramer                                | [ 56 ]                                |
| 172                                                                | 8                                                                  | 31. december 2021                                                  | Ljubno ob Savinji                                                  | Skakalni center Savina HS94                                        | NH 138                                                             | Nika Križnar                                 | Marita Kramer                                | Ema Klinec                                   | Marita Kramer                                | [ 57 ]                                |
| 173                                                                | 9                                                                  | 1. januar 2022                                                     | Ljubno ob Savinji                                                  | Skakalni center Savina HS94                                        | NH 139                                                             | Sara Takanaši                                | Urša Bogataj                                 | Marita Kramer                                | Marita Kramer                                | [ 58 ]                                |
| 1. Silvestrska turneja skupno (31. december 2021 – 1. januar 2022) | 1. Silvestrska turneja skupno (31. december 2021 – 1. januar 2022) | 1. Silvestrska turneja skupno (31. december 2021 – 1. januar 2022) | 1. Silvestrska turneja skupno (31. december 2021 – 1. januar 2022) | 1. Silvestrska turneja skupno (31. december 2021 – 1. januar 2022) | 1. Silvestrska turneja skupno (31. december 2021 – 1. januar 2022) | Marita Kramer                                | Nika Križnar                                 | Sara Takanaši                                |                                              | [ 59 ]                                |
|                                                                    |                                                                    | 8. januar 2022                                                     | Saporo                                                             | Okurajama HS137                                                    | LH cnx                                                             | odpovedano zaradi Pandemije covida-19        | odpovedano zaradi Pandemije covida-19        | odpovedano zaradi Pandemije covida-19        | odpovedano zaradi Pandemije covida-19        | odpovedano zaradi Pandemije covida-19 |
| 9. januar 2022                                                     | LH cnx                                                             |                                                                    | Saporo                                                             | Okurajama HS137                                                    |                                                                    | odpovedano zaradi Pandemije covida-19        | odpovedano zaradi Pandemije covida-19        | odpovedano zaradi Pandemije covida-19        | odpovedano zaradi Pandemije covida-19        | odpovedano zaradi Pandemije covida-19 |
| 14. januar 2022                                                    | Zao                                                                | Jamagata HS102                                                     | NH cnx                                                             |                                                                    |                                                                    | odpovedano zaradi Pandemije covida-19        | odpovedano zaradi Pandemije covida-19        | odpovedano zaradi Pandemije covida-19        | odpovedano zaradi Pandemije covida-19        | odpovedano zaradi Pandemije covida-19 |
| 15. januar 2022                                                    | Zao                                                                | Jamagata HS102                                                     | NH cnx                                                             |                                                                    |                                                                    | odpovedano zaradi Pandemije covida-19        | odpovedano zaradi Pandemije covida-19        | odpovedano zaradi Pandemije covida-19        | odpovedano zaradi Pandemije covida-19        | odpovedano zaradi Pandemije covida-19 |
| 174                                                                | 10                                                                 | 29. januar 2022                                                    | Willingen                                                          | Mühlenkopfschanze HS147                                            | LH 035                                                             | Marita Kramer                                | Katharina Althaus                            | Ema Klinec                                   | Marita Kramer                                | [ 60 ]                                |
| 175                                                                | 11                                                                 | 30. januar 2022                                                    | Willingen                                                          | Mühlenkopfschanze HS147                                            | LH 036                                                             | Nika Križnar                                 | Katharina Althaus                            | Aleksandra Kustova                           | Marita Kramer                                | [ 61 ]                                |
| Zimske olimpijske igre 2022 (5. februar)                           |                                                                    |                                                                    |                                                                    |                                                                    |                                                                    |                                              |                                              |                                              |                                              |                                       |
| 176                                                                | 12                                                                 | 26. februar 2022                                                   | Hinzenbach                                                         | Aigner-Schanze HS90                                                | NH 140                                                             | Urša Bogataj                                 | Nika Križnar                                 | Lisa Eder                                    | Marita Kramer                                | [ 62 ]                                |
| 177                                                                | 13                                                                 | 27. februar 2022                                                   | Hinzenbach                                                         | Aigner-Schanze HS90                                                | NH 141                                                             | Nika Križnar                                 | Marita Kramer                                | Joséphine Pagnier                            | Marita Kramer                                | [ 63 ]                                |
| 1. Alpenkrone skupno (17. december 2021, 26–27. februar 2022)      | 1. Alpenkrone skupno (17. december 2021, 26–27. februar 2022)      | 1. Alpenkrone skupno (17. december 2021, 26–27. februar 2022)      | 1. Alpenkrone skupno (17. december 2021, 26–27. februar 2022)      | 1. Alpenkrone skupno (17. december 2021, 26–27. februar 2022)      | 1. Alpenkrone skupno (17. december 2021, 26–27. februar 2022)      | Nika Križnar                                 | Marita Kramer                                | Lisa Eder                                    |                                              | [ 64 ]                                |
| prolog                                                             | prolog                                                             | 2. marec 2022                                                      | Lillehammer                                                        | Lysgårdsbakken HS140 (nočna)                                       | LH Qro                                                             | Nika Križnar                                 | Marita Kramer                                | Silje Opseth                                 | kvalifikacijska serija                       | [ 65 ]                                |
| 178                                                                | 14                                                                 | 2. marec 2022                                                      | Lillehammer                                                        | Lysgårdsbakken HS140 (nočna)                                       | LH 037                                                             | Sara Takanaši                                | Nika Križnar                                 | Urša Bogataj                                 | Marita Kramer                                | [ 66 ]                                |
| prolog                                                             | prolog                                                             | 3. marec 2022                                                      | Lillehammer                                                        | Lysgårdsbakken HS140 (nočna)                                       | LH Qro                                                             | Urša Bogataj                                 | Nika Križnar                                 | Sara Takanaši                                | kvalifikacijska serija                       | [ 67 ]                                |
| 179                                                                | 15                                                                 | 3. marec 2022                                                      | Lillehammer                                                        | Lysgårdsbakken HS140 (nočna)                                       | LH 038                                                             | Marita Kramer                                | Nika Križnar                                 | Urša Bogataj                                 | Marita Kramer                                | [ 68 ]                                |
| prolog                                                             | prolog                                                             | 5. marec 2022                                                      | Oslo                                                               | Holmenkollbakken HS134 (nočna)                                     | LH Qro                                                             | Nika Križnar                                 | Marita Kramer                                | Juki Ito                                     | kvalifikacijska serija                       | [ 69 ]                                |
| 180                                                                | 16                                                                 | 5. marec 2022                                                      | Oslo                                                               | Holmenkollbakken HS134 (nočna)                                     | LH 039                                                             | Silje Opseth                                 | Nika Križnar                                 | Sara Takanaši                                | Marita Kramer                                | [ 70 ]                                |
| prolog                                                             | prolog                                                             | 6. marec 2022                                                      | Oslo                                                               | Holmenkollbakken HS134 (nočna)                                     | LH Qro                                                             | Nika Križnar                                 | Sara Takanaši                                | Urša Bogataj                                 | kvalifikacijska serija                       | [ 71 ]                                |
| 181                                                                | 17                                                                 | 6. marec 2022                                                      | Oslo                                                               | Holmenkollbakken HS134 (nočna)                                     | LH 040                                                             | Sara Takanaši                                | Urša Bogataj                                 | Juki Ito                                     | Marita Kramer                                | [ 72 ]                                |
| 3. Raw Air skupno (2.–6. marec)                                    | 3. Raw Air skupno (2.–6. marec)                                    | 3. Raw Air skupno (2.–6. marec)                                    | 3. Raw Air skupno (2.–6. marec)                                    | 3. Raw Air skupno (2.–6. marec)                                    | 3. Raw Air skupno (2.–6. marec)                                    | Nika Križnar                                 | Sara Takanaši                                | Urša Bogataj                                 |                                              | [ 73 ]                                |
| 182                                                                | 18                                                                 | 12. marec 2022                                                     | Oberhof                                                            | Kanzlersgrund HS100                                                | NH 142                                                             | Urša Bogataj                                 | Nika Križnar                                 | Katharina Althaus                            | Marita Kramer                                | [ 74 ]                                |
| 183                                                                | 19                                                                 | 13. marec 2022                                                     | Oberhof                                                            | Kanzlersgrund HS100                                                | NH 143                                                             | Urša Bogataj                                 | Nika Križnar                                 | Ema Klinec                                   | Marita Kramer                                | [ 75 ]                                |
|                                                                    |                                                                    |                                                                    |                                                                    |                                                                    |                                                                    |                                              |                                              |                                              |                                              |                                       |
| 19. marec 2022                                                     | Nižni Tagil                                                        | Tramplin Stork HS97 (nočna)                                        | NH cnx                                                             | odpovedano zaradi Ruske invazije na Ukrajino                       | odpovedano zaradi Ruske invazije na Ukrajino                       | odpovedano zaradi Ruske invazije na Ukrajino | odpovedano zaradi Ruske invazije na Ukrajino | odpovedano zaradi Ruske invazije na Ukrajino | odpovedano zaradi Ruske invazije na Ukrajino |                                       |
| 20. marec 2022                                                     | Nižni Tagil                                                        | Tramplin Stork HS97 (nočna)                                        | NH cnx                                                             | odpovedano zaradi Ruske invazije na Ukrajino                       | odpovedano zaradi Ruske invazije na Ukrajino                       | odpovedano zaradi Ruske invazije na Ukrajino | odpovedano zaradi Ruske invazije na Ukrajino | odpovedano zaradi Ruske invazije na Ukrajino | odpovedano zaradi Ruske invazije na Ukrajino |                                       |
| 26. marec 2022                                                     | Čajkovski                                                          | Snežinka HS140 (nočna)                                             | LH cnx                                                             | odpovedano zaradi Ruske invazije na Ukrajino                       | odpovedano zaradi Ruske invazije na Ukrajino                       | odpovedano zaradi Ruske invazije na Ukrajino | odpovedano zaradi Ruske invazije na Ukrajino | odpovedano zaradi Ruske invazije na Ukrajino | odpovedano zaradi Ruske invazije na Ukrajino |                                       |
| 27. marec 2022                                                     | Čajkovski                                                          | Snežinka HS140                                                     | LH cnx                                                             | odpovedano zaradi Ruske invazije na Ukrajino                       | odpovedano zaradi Ruske invazije na Ukrajino                       | odpovedano zaradi Ruske invazije na Ukrajino | odpovedano zaradi Ruske invazije na Ukrajino | odpovedano zaradi Ruske invazije na Ukrajino | odpovedano zaradi Ruske invazije na Ukrajino |                                       |
| 3. Ruska turneja (19.–27. marec) – odpovedano                      |                                                                    |                                                                    |                                                                    | odpovedano zaradi Ruske invazije na Ukrajino                       | odpovedano zaradi Ruske invazije na Ukrajino                       | odpovedano zaradi Ruske invazije na Ukrajino | odpovedano zaradi Ruske invazije na Ukrajino | odpovedano zaradi Ruske invazije na Ukrajino | odpovedano zaradi Ruske invazije na Ukrajino |                                       |

#### Ekipne tekme
| Št.sk. | Št.sz. | Datum            | Prizorišče | Skakalnica          | Št.    | Zmagovalke                                                                        | Druge                                                                           | Tretje                                                    | Rumena majica | Vir    |
| ------ | ------ | ---------------- | ---------- | ------------------- | ------ | --------------------------------------------------------------------------------- | ------------------------------------------------------------------------------- | --------------------------------------------------------- | ------------- | ------ |
| 9      | 1      | 25. februar 2022 | Hinzenbach | Aigner-Schanze HS90 | NH 009 | AvstrijaChiara Kreuzer · Jacqueline Seifriedsberger · Lisa Eder · Marita Kramer · | RusijaAleksandra Kustova · Irma Makhinia · Sofia Tikhonova · Irina Avvakumova · | SlovenijaUrša Bogataj Maja Vtič Špela Rogelj Nika Križnar | Slovenija     | [ 76 ] |

### Razvrstitve
| Uvr. | po 19 tekmah               | Točke |
| ---- | -------------------------- | ----- |
| 1    | Marita Kramer              | 1316  |
| 2    | Nika Križnar               | 1191  |
| 3    | Urša Bogataj               | 1151  |
| 4    | Katharina Althaus          | 906   |
| 5    | Sara Takanaši              | 843   |
| 6    | Silje Opseth               | 731   |
| 7    | Ema Klinec                 | 680   |
| 8    | Juki Ito                   | 449   |
| 9    | Lisa Eder                  | 420   |
| 10   | Jacqueline Seifriedsberger | 393   |

| Uvr. | po 22 tekmah | Točke |
| ---- | ------------ | ----- |
| 1    | Slovenija    | 4570  |
| 2    | Avstrija     | 3823  |
| 3    | Japonska     | 2213  |
| 4    | Nemčija      | 1931  |
| 5    | Norveška     | 1809  |
| 6    | Rusija       | 897   |
| 7    | Francija     | 553   |
| 8    | Kanada       | 391   |
| 9    | Švedska      | 359   |
| 10   | Finska       | 278   |

| Uvr. | po 25 nagradah    | CHF     |
| ---- | ----------------- | ------- |
| 1    | Nika Križnar      | 107 932 |
| 2    | Marita Kramer     | 71 508  |
| 3    | Urša Bogataj      | 68 988  |
| 4    | Sara Takanaši     | 56 939  |
| 5    | Silje Opseth      | 37 721  |
| 6    | Katharina Althaus | 34 333  |
| 7    | Ema Klinec        | 33 340  |
| 8    | Juki Ito          | 18 416  |
| 9    | Chiara Kreuzer    | 17 697  |
| 10   | Lisa Eder         | 17 080  |

| Uvr. | po 2 tekmah            | Točke |
| ---- | ---------------------- | ----- |
| 1    | Marita Kramer          | 519,4 |
| 2    | Nika Križnar           | 515,2 |
| 3    | Sara Takanaši          | 513,0 |
| 4    | Urša Bogataj           | 511,4 |
| 5    | Ema Klinec             | 509,0 |
| 6    | Daniela Iraschko-Stolz | 489,2 |
| 7    | Katharina Althaus      | 488,2 |
| 8    | Nika Prevc             | 478,7 |
| 9    | Eva Pinkelnig          | 473,6 |
| 10   | Thea Minyan Bjørseth   | 468,7 |

| Uvr. | po 3 tekmah                | Točke |
| ---- | -------------------------- | ----- |
| 1    | Nika Križnar               | 701,0 |
| 2    | Marita Kramer              | 684,3 |
| 3    | Lisa Eder                  | 638,3 |
| 4    | Frida Westman              | 637,2 |
| 5    | Jacqueline Seifriedsberger | 615,8 |
| 6    | Silje Opseth               | 611,9 |
| 7    | Thea Minyan Bjørseth       | 611,5 |
| 8    | Špela Rogelj               | 605,2 |
| 9    | Sofia Tikhonova            | 601,7 |
| 10   | Abigail Strate             | 599,7 |

| Uvr. | po 8 tekmah                | Točke  |
| ---- | -------------------------- | ------ |
| 1    | Nika Križnar               | 1592,7 |
| 2    | Sara Takanaši              | 1553,1 |
| 3    | Urša Bogataj               | 1546,0 |
| 4    | Marita Kramer              | 1511,0 |
| 5    | Juki Ito                   | 1406,9 |
| 6    | Silje Opseth               | 1402,7 |
| 7    | Chiara Kreuzer             | 1318,8 |
| 8    | Joséphine Pagnier          | 1298,5 |
| 9    | Jerneja Brecl              | 1275,1 |
| 10   | Jacqueline Seifriedsberger | 1239,6 |

## Mešane ekipne tekme
| Št.sk.                                   | Št.sz. | Datum           | Prizorišče | Skakalnica                      | Št.    | Zmagovalci                                               | Drugi                                                                          | Tretji                                                                       | Rumena majica                         | Vir    |
| ---------------------------------------- | ------ | --------------- | ---------- | ------------------------------- | ------ | -------------------------------------------------------- | ------------------------------------------------------------------------------ | ---------------------------------------------------------------------------- | ------------------------------------- | ------ |
| 4                                        | 1      | 28. januar 2022 | Willingen  | Mühlenkopfschanze HS147 (nočna) | LH 001 | SlovenijaEma Klinec Cene Prevc Urša Bogataj Anže Lanišek | NorveškaThea Minyan Bjørseth Halvor Egner Granerud Silje Opseth Marius Lindvik | AvstrijaEva Pinkelnig · Daniel Huber · Marita Kramer · Stefan Kraft ·        | Nemčija (moški) · Avstrija (ženske)   | [ 83 ] |
| Zimske olimpijske igre 2022 (7. februar) |        |                 |            |                                 |        |                                                          |                                                                                |                                                                              |                                       |        |
| 5                                        | 2      | 4. marec 2022   | Oslo       | Holmenkollbakken HS134 (nočna)  | LH 002 | SlovenijaUrša Bogataj Lovro Kos Nika Križnar Timi Zajc   | AvstrijaChiara Kreuzer · Manuel Fettner · Marita Kramer · Stefan Kraft ·       | NorveškaAnna Odine Strøm Robert Johansson Silje Opseth Halvor Egner Granerud | Avstrija (moški) · Slovenija (ženske) | [ 84 ] |

## Upokojitve
Naslednji skakalci in skakalke iz svetovnega pokala so se upokojili v ali po sezoni 2021/22:
| Moški - Andreas Alamommo - Thomas Diethart - Richard Freitag - Severin Freund - Kilian Maerkl - Adrian Sell - Daiki Ito - Čestmír Kožíšek - Marinus Kraus - Jonathan Learoyd - Viktor Polášek - Cene Prevc - Andreas Schuler - Anže Semenič - Markus Schiffner | Ženske - Jerneja Brecl - Susanna Forsström - Océane Avocat Gros - Park Guy-lim - Jurika Hirajama - Kaori Ivabuči - Nina Lussi - Štěpánka Ptáčková - Špela Rogelj - Misaki Šigeno - Joanna Szwab - Carina Vogt - Virág Vörös |